# 十四試中型飛行艇
十四試中型飛行艇（じゅうよんしちゅうがたひこうてい）は、大日本帝国海軍が計画した飛行艇。略符号は「H10H」、実計番号は「H10」。

## 概要
予算の都合上十分な数を調達できないと見られた二式飛行艇などの大型飛行艇（大艇）を補完する機体として、大艇並みの性能を有する中型飛行艇が求められ、1939年（昭和14年）4月あるいは1940年（昭和15年）4月に開発が開始された。
広海軍工廠（広廠）の松浦陽恵を主任として開発は進められ、作業場所も広廠の製図工場が用いられたが、基礎計画は大築志夫を主務者とする海軍航空技術廠（空技廠）の人員が行っており、具体的な設計が始まった1940年9月末に広廠側の人員へ引き継がれている。風洞試験中に発生したナセル・ストールへの対応、広廠と空技廠の間の面子問題や設計人員の不足などの影響を受けて計画は遅れ、その間に所要数の大艇を製造できるだけの軍費増額が行われたこと、さらに十五試双発陸上爆撃機（のちの「銀河」）の開発が始まりそちらに人員を集中させる必要が生じたことを受け、設計が85パーセント完了、実機の主桁が完成した1941年（昭和16年）8月に計画は中止された。
機体は4発高翼で、艇首と後方に銃座を有する。航続力では大艇に劣る分、大艇以上の高速を発揮可能な機体として計画されており、最大速度は481 km/h（260 kt）を目標値としていた。艇体は完全流線型のショート・ハル型で、ステップ（段差）は滑走時にメインステップにのる新構想のロングステップを採用している。なお、開発中止時にはナセル・ストールを解消できる目処は立っていた。

## 諸元（計画値）
出典：『日本航空学術史（1910－1945）』 10,429頁。
- 全幅：28.0 m
- 重量：18,000 kg
- エンジン：三菱 金星五〇型 空冷星型14気筒（離昇1,300 hp） × 4
- 最大速度：472 km/h（255 kt）
- 航続距離：6,482 km（3,500浬）
- 武装：
  - 20mm機銃 × 2
  - 13mm機銃 × 3